# Tectaria leptophylla
Tectaria leptophylla är en ormbunkeart som först beskrevs av Charles Henry Wright, och fick sitt nu gällande namn av Ren-Chang Ching. Tectaria leptophylla ingår i släktet Tectaria och familjen Tectariaceae. Inga underarter finns listade.